# Interpretarea multiple-lumi

Paradoxul cuantic Pisica lui Schrödinger potrivit interpretării multiple-lumi. În această interpretare atât starea pisică-vie cât și cea pisică-moartă continuă să existe, dar ele sunt separate una de alta. Cu alte cuvinte, când cutia este deschisă, acea parte a universului conținând observatorul și pisica este ruptă în două universuri, unul conținând un observator privind într-o cutie în care se află o pisică moartă, altul conținând un observator privind într-o cutie în care se află o pisică vie.

Interpretarea multiple-lumi este o interpretare a mecanicii cuantice, care afirmă realitatea obiectivă a funcției de undă universale, dar neagă realitatea colapsului funcției de undă. Multiple-lumi implică faptul că toate istoriile posibile alternative și viitoare sunt reale, fiecare reprezentând o "lume" reală (sau un "univers" real). Acesta interpretare este, de asemenea, menționată ca formularea stărilor relative, interpretarea Everett, teoria undei universale, interpretarea multiple-universuri sau doar multiple-lumi.
Dezvoltarea fizicii cuantice și încercarea de a găsi o teorie unificată (teoria cuantică a gravitației), împreună cu dezvoltarea teoriei coardelor, au sugerat posibilitatea existenței mai multor dimensiuni și universuri paralele care formează un multivers.
Formularea inițială a stării relative a fost elaborată de Hugh Everett în 1957. Mai târziu, această formulare a fost popularizată și redenumită multiple-lumi (en. many-worlds) de Bryce Seligman DeWitt în perioada '60 - '70. Decoerența generează aparența colapsului funcției de undă folosind interpretarea teoriei cuantice și a fost în continuare analizată și dezvoltată, devenind destul de populară. Interpretarea multiple-lumi este una din mai multele ipoteze ale multiversului din fizică și filozofie. Acesta este considerată în prezent o interpretare larg acceptată împreună cu interpretările decoerenței și interpretarea Copenhaga.
Înainte de interpretarea multiple-lumi, realitatea a fost întotdeauna privită ca o istorie cu o unică desfășurare. Multiple-lumi, cu toate acestea, interpretează realitatea ca pe un copac cu multe ramificații, în care fiecare posibil rezultat cuantic este realizat. Interpretarea multiple-lumi împacă observarea evenimentelor non-deterministe, cum ar fi dezintegrare radioactivă aleatorie, cu ecuațiile complet deterministe ale fizicii cuantice.

### Interpretarea Hugh Everett

O hartă din romanul lui Robert Sobel For Want of a Nail, o ilustrare artistică a modului în care evenimente oricât de mici (în acest exemplu punctul de cotitură față de cronologiei noastră este octombrie 1777) pot modifica profund cursul istoriei.

Potrivit interpretării cu mai multe lumi a lui Hugh Everett fiecare eveniment, chiar microscopic, este un punct de cotitură; toate istoriile posibile alternative există în realitate.

### Universoglindă
În 1967, Andrei Saharov a emis idea explicării asimetriei materie-antimaterie în Univers, sau, vorbind mai simplu, dacă ecuațiile câmpului cuantic Klein-Gordon și Dirac sunt absolut simetrice în ceea ce privește materia și antimateria, de ce Universul nostru este totuși compus din materie și nu din antimaterie? Saharov a explicat, că la stadiile incipiente de evoluție a universului, atunci când Universul era în expansiune, aveau loc procese de deteriorare a simetriei CP (de sarcină și paritate), sau, cu alte cuvinte nu se realiza conservarea sarcinii barionice.
Andrei Saharov emite astfel ipoteza existenței unui univers paralel în care predomină antimateria. Împărțirea universului în două universuri paralele de bază, în unul în care predomină materia și în celălalt antimateria, ar putea fi o idee care să concilieze logica și experiența. În acest univers geamăn al nostru nu doar materia ar fi înlocuită de antimaterie, dar și săgeata timpului ar fi inversată (simetrie T) precum și imaginile geometrice ar fi inversate (simetrie P = relația dintre o particulă și a imaginii sale în oglindă). Această presupunere a dus la doar câteva studii științifice, (Jean-Pierre Petit și Gabriel Chardin încă mai abordează problema), dar a fost folosită din plin ca o temă a științifico-fantasticului

## Teoria
În fizica cuantică problema de modul de măsurare poate fi descrisă pe cale neoficiala cum urmează:
1) În conformitate cu mecanica cuantica o fizică a sistemului, fie un set de orbitale ale electronilor într-un atom, este descris de o funcție unda. Această funcție este o unda obiect matematic care se presupune ca descrie maxim posibil informații care conține un stat pur.
2) Dacă nu unul extern la sistem sau în cadrul anunțului sau să încercați să vedeți cum sistemul, mecanică cuantică ne spun că statul a sistemului evoluează deterministically verifică calculabilitatea expresiei introduse. Cu alte cuvinte, ați putea prezice unde merge perfect spre sistem.
3) Funcția de undă ne informează ce sunt rezultatele posibile ale unei măsuri și conexe sale probabile, dar nu ne spun ca rezultate concrete vor fi obținute atunci când un observator efectiv sistemul de măsurare sau pentru a afla ceva despre el. În fapt, măsurați pe un sistem este o valoare aleatorie între rezultatele posibile.
Aceasta prezinta o problema serioasa: dacă oamenii și oamenii de știință sau observatori sunt, de asemenea, obiecte fizice ca orice alte, ar trebui sa existe o cale pentru a anticipa cum deterministice ale dozajului după aderarea la sistemul într-un studiu cu aparatul de măsură, în cele din urmă am ajuns la rezultatul deterministice ale dozajului. Dar premisa ca o măsurătoare distruge "coerență" de un stat neobservat si inevitabil după măsurare rămâne într-un amestec aleatoriu stat, se pare ca numai frunze noi cu trei ieșiri:
(A) Sau oferind până să înțeleagă procesul de decoherencia, prin care trece de la un sistem pur având un stat care evoluează deterministically verifică calculabilitatea expresiei introduse de stat au un amestec sau "incoerentă".
(B) Fie admitem că există unele care nu sunt fizice obiecte numite "constiinta" care nu sunt supuse legilor de mecanică cuantică și că vom rezolva problema.
(C) Sau încercarea de a propune o teorie pentru a explica procesul de măsurare, și nu sunt atât de teoria determina măsurători.
Diferiți fizicieni au găsit diferite soluții pentru această "trilemă":
1) Niels Bohr, care a propus un model de atom inițială care în cele din urmă dat naștere la mecanică cuantică și era mult timp considerat unul dintre apărătorii interpretării din Copenhaga, a fost tentat de (A).
2) John Von Neumann, matematician care a adus idei excelente la teoria cuantică, el favorizate (B).
3) Hugh Everett, interpretarea este una dintre abordarile care pun pariu este de tipul (C).
Propunerea de Everett este ca fiecare masura "împarte" în universul nostru o serie de posibilități (sau poate ca deja exista universuri paralele reciproc unobservable și in fiecare dintre ele este dat un alt posibil realizarea rezultatelor de măsurare).
De principiu de simultaneitate dimensionale, prevede că: două sau mai multe obiecte fizice, realitati, perceptii si obiecte non-fizice, pot coexista in acelasi spatiu-timp. Acest principiu are o corespondenta cu principiul de interpretarea de mai multe lumi și teoria Multiverso de nivel III, desi nu a fost ridicat de Hugh Everett, nici de Max Tegmark.